# Мелков, Вячеслав Гаврилович
Вячеслав Гаврилович Мелков (1911—1991) — учёный-геолог, минералог, специалист по минералогии урана, лауреат премии имени А. Е. Ферсмана (1946).

## Биография
Родился 22 сентября (5 октября) 1911 года в городе Санкт-Петербурге, в семье рабочего Путиловского завода.
В 1920-1928 годах учился в 34 трудовой школе Петрограда, занимался на курсах подготовки в ВУЗ при ЦК Союза железнодорожников.
В 1929-1934 годах учился в Ленинградском горном институте, студентом работал в ЦНИГРИ.
Работал в Таджикско-Памирской экспедиции АН СССР (ТПЭ).
В 1935 году был приглашён в Ленинградский горный институт, учился в аспирантуре (1935-1939). Защитил диссертацию по теме "История урана на Тибошарском месторождении". В 1939 году был назначен учёным-хранителем Горного музея по отделу минералогии, геохимии, и кристаллографии. С 1939 года — доцент, с 1941 года — заместитель декана.
Участник Великой Отечественной войны, участвовал в боях на Ленинградском фронте, был ранен.
С мая 1942 года откомандирован в Институт геологических наук АН СССР.
С 1944 года и до конца жизни работал в ВИМСе, руководил Люминисцентной лабораторией, заместитель директора (1954—1955).
В 1946 году — защитил докторскую диссертацию.
Читал спецкурсы в МГРИ и МИЦМиЗе.
Разработал новые методы поисков урановых месторождений. Основал люминисцентную битуминологию.
Скончался 12 мая 1991 года в городе Москве.

## Награды и премии
- Орден Ленина
- Орден «Знак Почёта»
- 1946 — Премия имени А. Е. Ферсмана — за работу по месторождениям редких элементов (по закрытой тематике)
- 1951 — Сталинская премия
- 1965 — Ленинская премия (в составе группы, за 1965 год) — (закрытая тема) за монографию «Основные черты геохимии урана».
- Знак «Первооткрыватель месторождения»
- Занесён в Книгу Трудовой Славы Министерства геологии СССР.

## Память
В честь В. Г. Мелкова были названы минералы:
- мелковит[кат.][4][5].
- вячеславит[6].